# Sun Yingjie
Sun Yingjie (chinesisch 孫英傑 / 孙英杰, Pinyin Sūn Yīngjié, * 19. Januar 1979 in der Provinz Liaoning) ist eine chinesische Langstreckenläuferin. 
Bereits 1998 wurde sie in Tianjin chinesische Marathon-Meisterin in 2:25:45 h. 2002 gewann sie dann den Peking-Marathon in 2:21:21 h, bei dem sie 2000 knapp Zweite geworden war.
Sowohl im 5000- wie auch im 10.000-Meter-Lauf holte sie bei den Asienspielen 2002 in Busan Gold.
Bei den Leichtathletik-Weltmeisterschaften 2003 in Paris/Saint-Denis wurde sie über 10.000 Meter in ihrer persönlichen Bestzeit von 30:07,20 min Dritte hinter den Äthiopierinnen Berhane Adere und Werknesh Kidane, nachdem sie lange für Tempo gesorgt hatte und erst in der letzten Runde überholt worden war. Im 5000-Meter-Lauf wurde sie Neunte. Über beide Distanzen wurde sie kurz danach in Manila Asienmeisterin, und beim Peking-Marathon gewann sie mit dem damaligen Asienrekord von 2:19:39 h.
Bei den Olympischen Spielen 2004 in Athen wurde sie zwar nur Achte über 5000 und Sechste über 10.000 Meter, aber dafür errang sie im Herbst den Titel bei den Halbmarathon-Weltmeisterschaften in Neu-Delhi und gewann erneut den Peking-Marathon.
Bei den Leichtathletik-Weltmeisterschaften 2005 in Helsinki wurde sie Elfte über 5000 und Siebte über 10.000 Meter. Zwei Tage nachdem sie den Marathon von Peking mit der Zeit von 2:21:01 h zum vierten Mal in Folge gewonnen hatte, trat sie bei den Chinesischen Meisterschaften über 10.000 Meter an und wurde nach ihrem zweiten Platz positiv auf Androsteron getestet.
Sie beschuldigte einen Mitathleten, ihr die Substanz in einem Getränk verabreicht zu haben, und gewann einen Zivilprozess gegen ihn. Der Chinesische Leichtathletikverband stellte sich jedoch auf den Standpunkt, ein Athlet sei verantwortlich dafür, was er zu sich nehme, und verhängte eine zweijährige Sperre.
Sun hat bei einer Größe von 1,64 m ein Wettkampfgewicht von 52 kg.